# Władzin (Bokinia)
Władzin – część wsi Bokinia w Polsce położona w województwie lubelskim, w powiecie hrubieszowskim, w gminie Uchanie.
W latach 1975–1998 miejscowość administracyjnie należała do województwa zamojskiego.